# Alex Fiorio

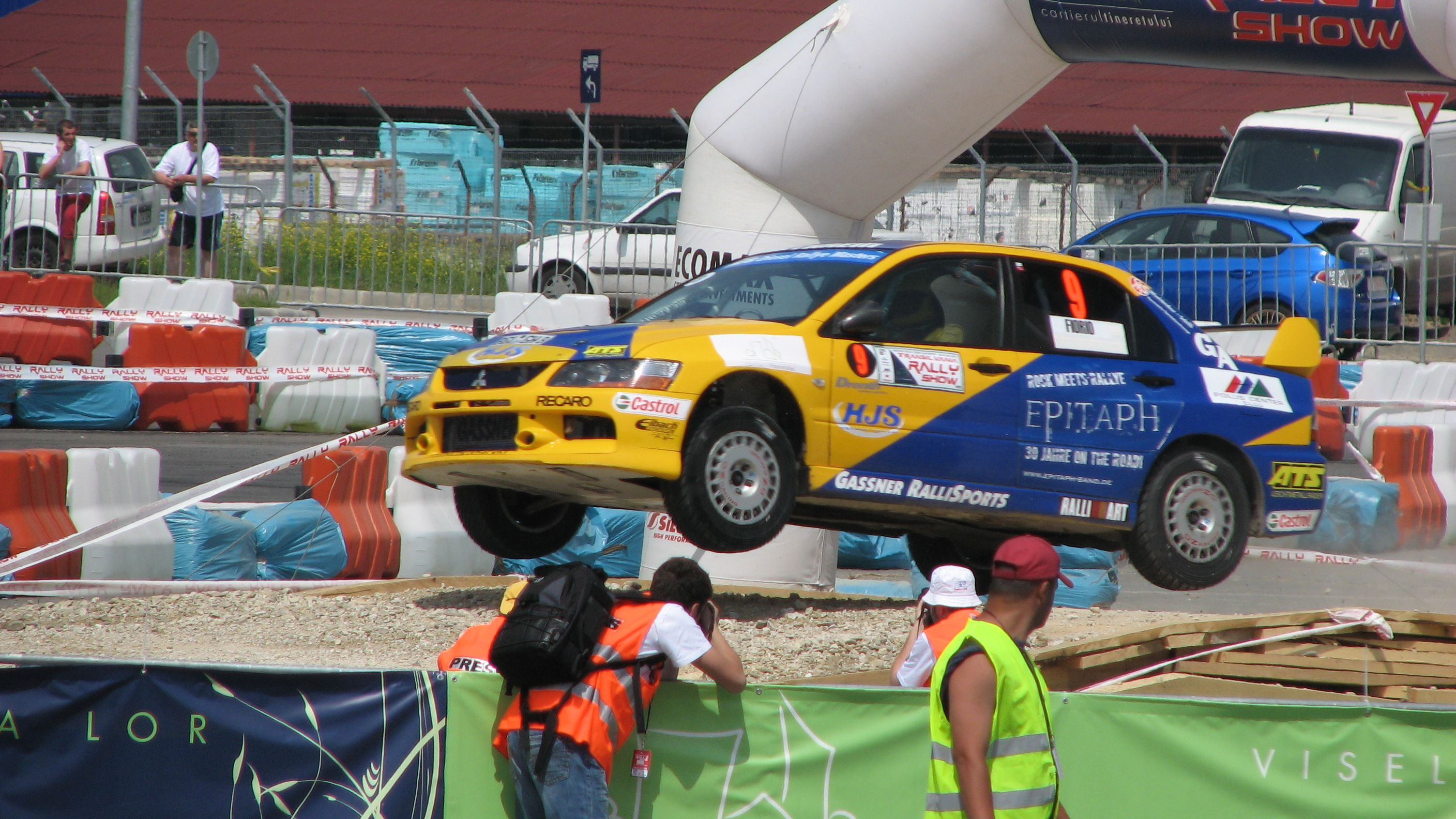
Fiorio pilotant un Mitsubishi Lancer Evolution al Transilvania Rally Show 2008.

Alessandro Fiorio (Itàlia, 10 de març de 1965) fou un pilot de ral·lis italià retirat l'any 2002 guanyador del Campionat Mundial de Ral·lis de producció de 1987 amb un Lancia Delta HF Integrale. És fill de Cesare Fiorio, cap de l'escuderia Lancia de WRC i director esportiu de Ferrari a la Formula 1.
El seu debut en el món dels ral·lis es produí el 1986 competint en 5 ral·lis del Campionat Mundial de Ral·lis amb l'equip Jolly Club tot pilotant un Fiat Uno Turbo. L'any següent, Fiorio seguí amb el Jolly Club competint en el Campionat Mundial de Ral·lis de producció amb un Lancia Delta, aconseguint tres triomfs en la categoria i proclamant-se vencedor del campionat.
La temporada 1988 disputà el WRC amb un Lancia Delta Integrale, finalitzant en segona posició al Ral·li Monte-Carlo, al Ral·li de Portugal, al Ral·li d'Olympus i al Ral·li de Sanremo, finalitzant en 3a posició del Campionat per darrere del també italià Miki Biasion i del finlandès Markku Alén.
La temporada 1989 l'inicià amb un fort accident al Ral·li Monte-Carlo al perdre el control del seu Lancia a 145 km/h, en un accident on perderen la vida dos espectadors. No obstant això, aquell any Fiorio finalitzaria subcampió del Campionat Mundial de Ral·lis, tan sols superat pel seu compatriota Miki Biasion.